# Wye River (Swan River)
Der Wye River ist ein Fluss im Osten des australischen Bundesstaates Tasmanien.

## Geografie

### Flusslauf
Der etwas mehr als 27 Kilometer lange Wye River entspringt an den Westhängen des Big Peppermint Hill im Südwesten der Snowy Hill Forest Reserve, rund zweieinhalb Kilometer östlich des Lake Leake und ungefähr 85 Kilometer südöstlich von Launceston. Von dort fließt der Wye River zunächst nach Südosten durch die Wye River State Reserve. Dann wendet er seinen Lauf dann nach Osten und mündet etwa sieben Kilometer südlich von Cranbrook in den Swan River.

### Nebenflüsse mit Mündungshöhen
Nebenflüsse des Wye River sind:
- Rocky Rivulet – 127 m
- Giles Creek – 81 m
- O’Connors Rivulet – 54 m